# Cencoroll
Cencoroll (センコロール?, Senkorōru) è un film d'animazione giapponese del 2009 per la regia di Atsuya Uki, basato sul suo manga one-shot Amon Game. Diretto e animato dallo stesso col supporto di Anime Innovation Tokyo e Aniplex, il film è stato proiettato per la prima volta in Canada al Fantasia International Film Festival 2009. Un sequel del film è stato proiettato nei cinema il 29 giugno 2019 ed un terzo, ed ultimo, film è in produzione.

## Cencoroll

### Trama
La città viene scossa dall'apparizione di un enorme mostro di un'altra dimensione ora seduto su un grattacielo del centro cittadino. Yuki, affascinata da queste creature, si imbatte in Tetsu e il suo mostro domestico, Cenco. Onnivoro e capace di trasformarsi in qualsiasi oggetto reale o immaginario, Cenco, per ammissione di Tetsu, per vivere deve nutrirsi di suoi simili.
I due giovani presto si vedono costretti ad affrontare Shuu, un altro giovane legato a quei mostri straordinari. Durante la battaglia Cenco ha la peggio e, sebbene per recuperare le forze ingoi il braccio di Tetsu, è prossimo alla sconfitta. È Yuki a salvarlo, sostituitasi ai comandi al posto del giovane infortunato, riesce a sottrarre il mostro più grande al controllo di Shuu e, quando questi sta già assaporando la vittoria, a metterlo ko. Vinta la battaglia, i due giovani si allontanano, fuggendo dalle autorità cittadine. Tetsu recupera il suo braccio grazie all'intervento di Yuki che ordina a Cenco di trasformarsi in una perfetta imitazione di quanto il giovane aveva perduto.

### Personaggi
Cenco (センコ?, Senko)
Yuki (ユキ?)
Doppiata da: Kana Hanazawa
Tetsu (テツ?)
Doppiato da: Hiro Shimono
Shū (シュウ?)
Doppiato da: Ryōhei Kimura
Kei (ケイ?)
Doppiata da: Satomi Moriya

### Produzione
Nato dallo oneshot dal titolo di Amon Game, vincitore nel 2005 del Kōdansha Grand Prix Award, nel 2007 è stato quasi interamente animato dal solo Atsuya Uki, grazie alla compagnia indipendente di Anime Innovation Tokyo. Supportato successivamente da Aniplex, è il primo film anime creato interamente da una persona sola ad essere promosso dalla compagnia.

## Cencoroll 2
Cencoroll 2 (センコロール2?, Senkorōru2) o conosciuto anche come Cencoroll Connect (センコロール コネクト?, Senkorōru konekuto) è un film d'animazione sequel ed come nel primo ha la direzione e scenografia di Atsuya Uki. Il sequel è stato annunciato inizialmente nel settembre del 2010 dallo stesso Uki, ma nessuna informazione sulla data e modalità di distribuzione era stata resa nota. All'AnimeJapan del 2014, Aniplex confermò, assieme ad un video promozionale, che nella stessa estate il film sarebbe uscito nei cinema, ma a settembre dello stesso anno, in una nota ufficiale della casa produttrice, venne annunciato che il film sarebbe stato posticipato per ritardi nella produzione. 5 anni dopo, nel 2019, decimo anniversario per la serie, Aniplex annunciò che il primo film sarebbe stato trasmesso su Tokyo MX, assieme alla creazione di un nuovo account twitter, lasciando presumere un rilancio della serie. Alla vigilia dell'AnimeJapan del 2019, fu ufficialmente annunciato che il secondo film sarebbe stato proiettato nei cinema il 29 giugno assieme al primo, con il titolo Cencoroll Connect con lo stesso staff principale, colonna sonora compresa, del primo film. #Love dei supercell sarà l'ending del film.

### Personaggi
Cenco (センコ?, Senko)
Yuki (ユキ?)
Doppiata da: Kana Hanazawa
Tetsu (テツ?)
Doppiato da: Hiro Shimono
Shū (シュウ?)
Doppiato da: Ryōhei Kimura
Kei (ケイ?)
Doppiata da: Satomi Moriya
Gotouda (ゴトウダ?)
Doppiato da: Kenji Akabane
Kaname (カナメ?)
Doppiata da: Natsumi Takamori